# Derelomus
Derelomus är ett släkte av skalbaggar. Derelomus ingår i familjen vivlar.

## Bildgalleri

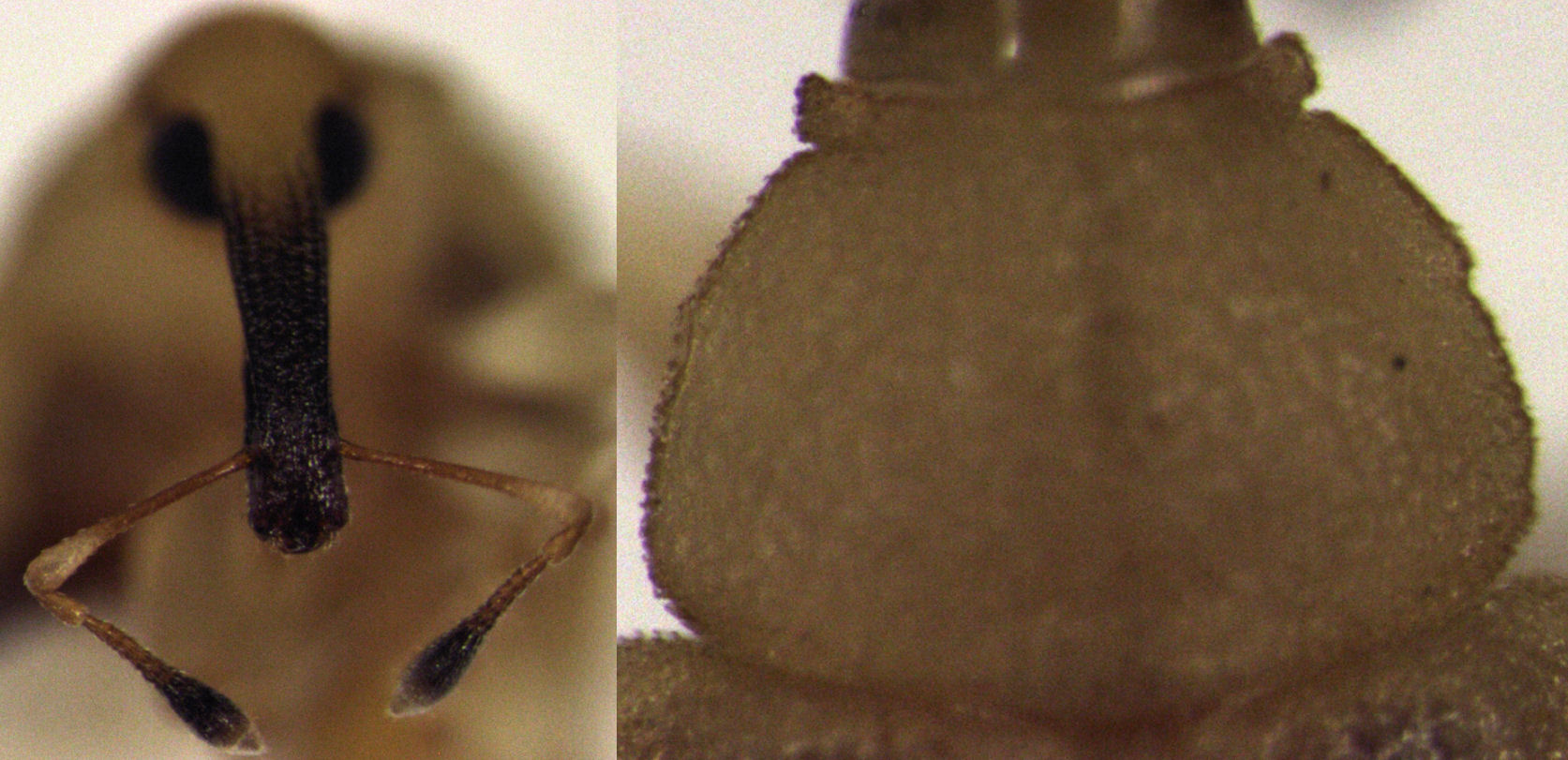
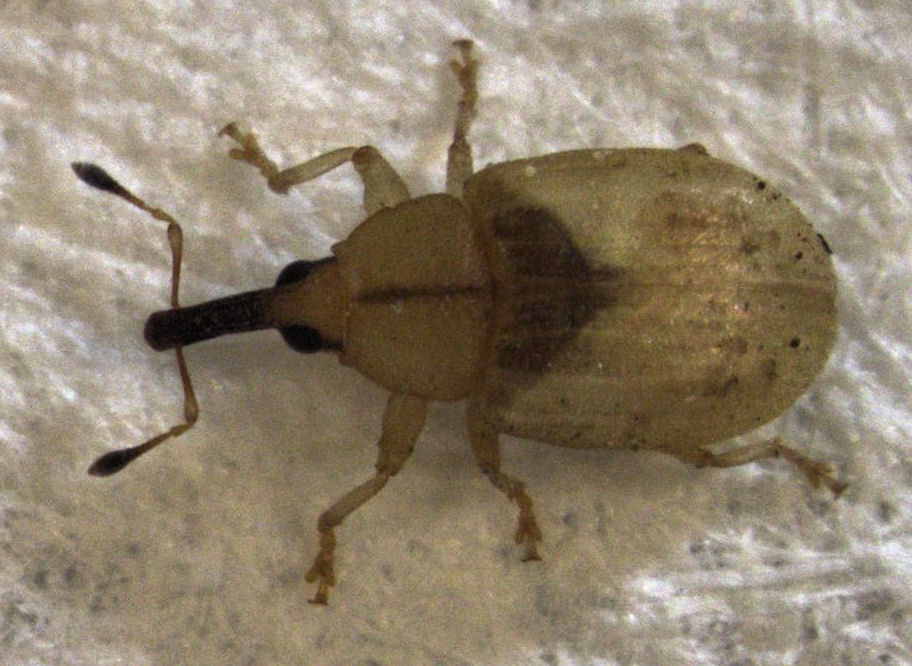
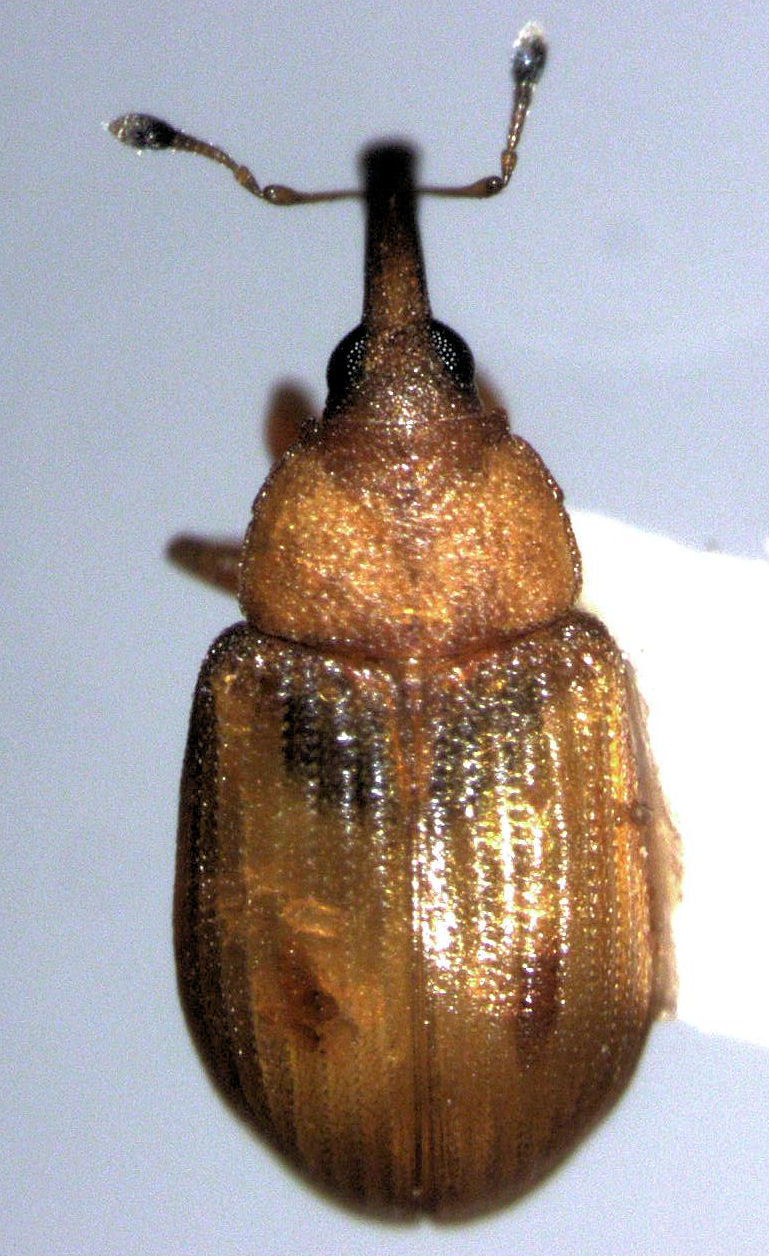

## Dottertaxa tillDerelomus, i alfabetisk ordning[1]
- Derelomus abyssinicus
- Derelomus antigae
- Derelomus argentinensis
- Derelomus atratus
- Derelomus auberti
- Derelomus avicularius
- Derelomus basalis
- Derelomus bicarinatus
- Derelomus bicolor
- Derelomus bilineatus
- Derelomus binotatus
- Derelomus bondari
- Derelomus callosus
- Derelomus cervicalis
- Derelomus chamaeropis
- Derelomus ciliatus
- Derelomus congoanus
- Derelomus costalis
- Derelomus elaeisae
- Derelomus ephippiger
- Derelomus ephippium
- Derelomus estriatus
- Derelomus fasciatus
- Derelomus flavicans
- Derelomus hartmanni
- Derelomus incognitus
- Derelomus kamerunicus
- Derelomus kocheri
- Derelomus languidus
- Derelomus mariaehelenae
- Derelomus maynei
- Derelomus nigrovariegatus
- Derelomus pallidus
- Derelomus palmarum
- Derelomus plagiatus
- Derelomus postfasciatus
- Derelomus rhodesianus
- Derelomus rugosicollis
- Derelomus signaticollis
- Derelomus signatus
- Derelomus singularis
- Derelomus sternicornis
- Derelomus subcostatus
- Derelomus subvittatus
- Derelomus suturalis
- Derelomus tatianae
- Derelomus testaceus
- Derelomus uelensis